# Amédée Varin
Pour les articles homonymes, voir Varin.
Pierre Amédée Varin, né à Châlons-sur-Marne le 21 septembre 1818 et mort à Crouttes (Aisne) le 25 octobre 1883, est un graveur français, membre d'une longue lignée de graveurs.

## Biographie

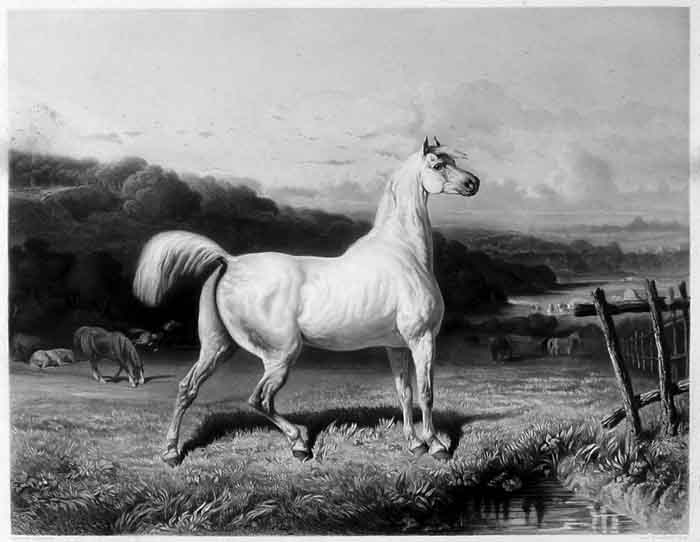
Étude de chevaux : Paix.
Gravure d'Amédée Varin d'après Alfred de Dreux (1880).

Dans sa jeunesse, Amédée Varin et son frère Adolphe, se rendent à Paris où ils fréquentent les ateliers de gravure de Charles Geoffroy et d'Émile Rouargue dans la rue de l'École-de-Médecine. Il entame sa carrière en gravant des dessins de mode et des images religieuses. Après avoir préparé pour Grandville les gravures des Fleurs animées, il illustre pour Eugène Nus et Antoine Méray les Drôleries végétales, ou L'Empire des légumes et Les Papillons, métamorphoses terrestres des peuples de l'air. Ses premières planches importantes sont Le Repas interrompu, d'après Édouard Girardet, et deux études de chevaux intitulées Paix et Guerre, d'après Alfred de Dreux.

« Amédée, écrit Henri Beraldi,  devint dès lors le graveur attitré de la maison Goupil pour les reproductions de tableaux en vogue, habilement exécutées en collaboration avec son frère Eugène, par un mélange de tous les procédés. « On ne savait quel nom donner à ce genre qui adoptait tous les genres : eau-forte, manière noire, aquatinte, mécanique ! » s'écriait (avec admiration) le graveur Portier ; mais c'est là une erreur, on lui a parfaitement trouvé un nom et on l'a appelé « le genre Varin ». »

Sa fille Élise Charlotte Eulallie épousa l'artiste-graveur Alfred Delauney.

## Les drôleries végétales

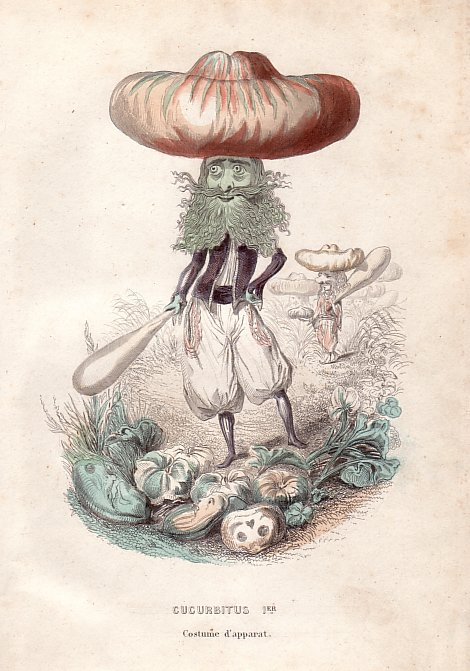
Cucurbitus Ier : Costume d'apparat.
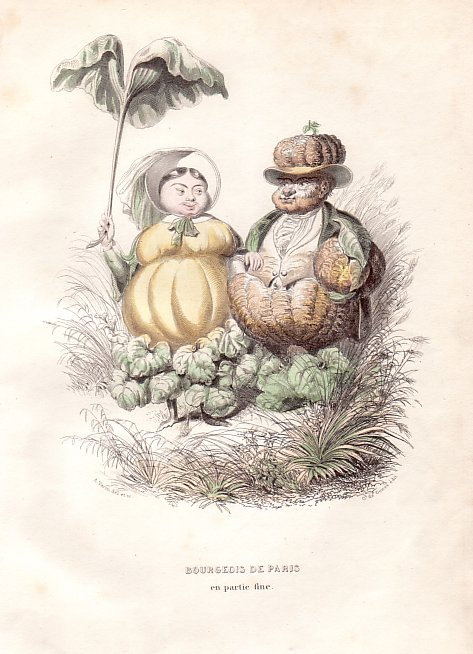
Bourgeois de Paris en partie fine.
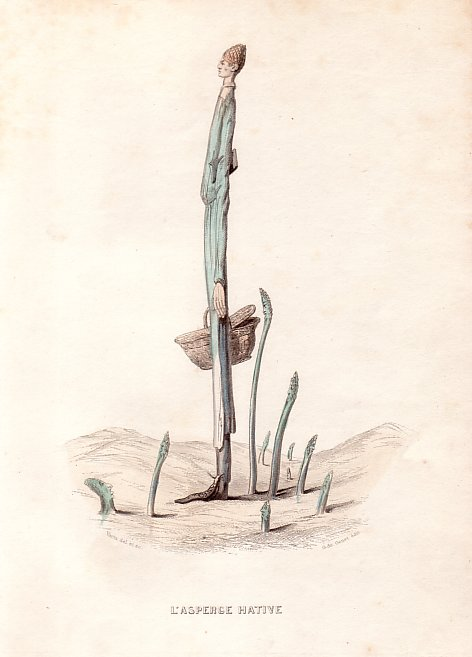
L'Asperge hâtive.
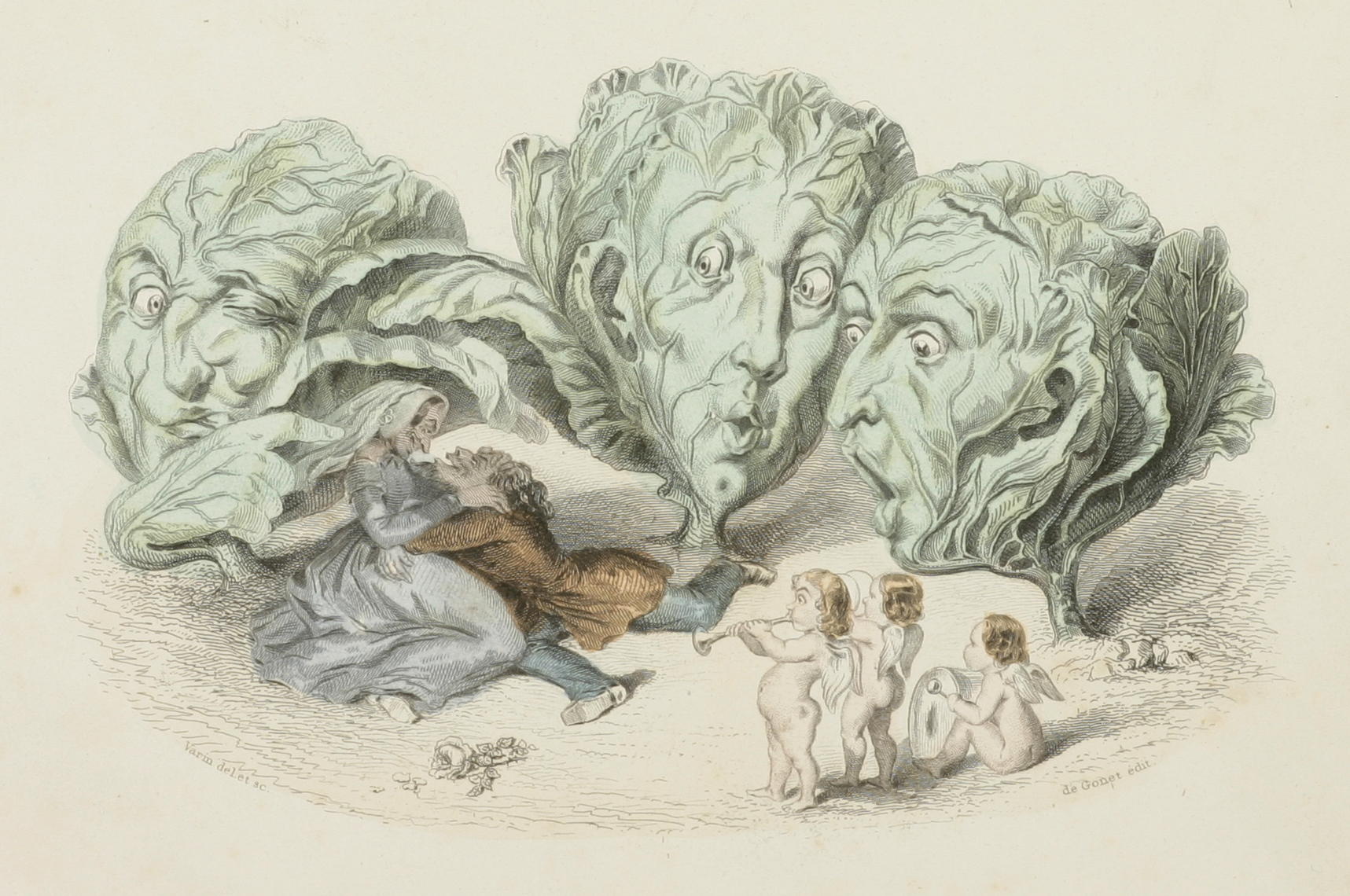
Comme quoi les enfants viennent sous les choux.

## Les papillons, métamorphoses terrestres des peuples de l'air

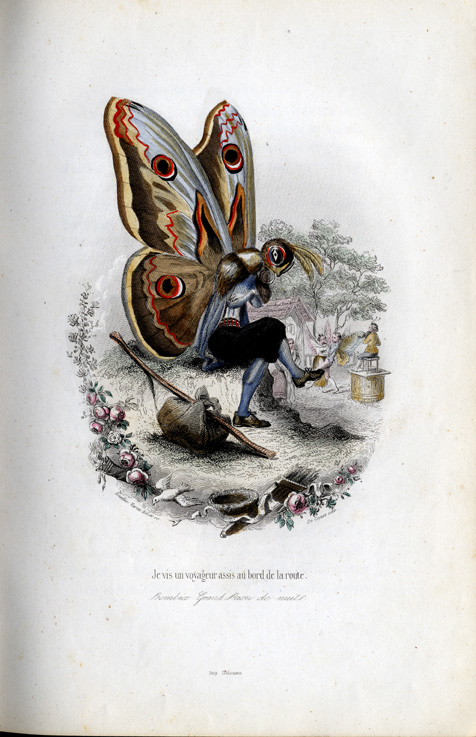
« Je vis un voyageur assis au bord de la route. »
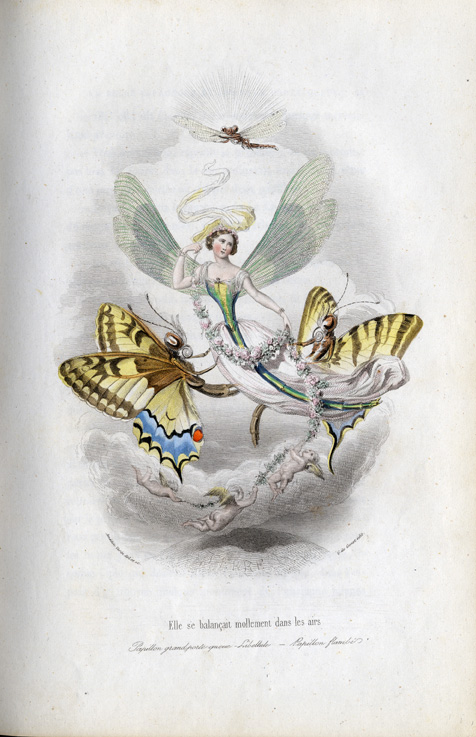
« Elle se balançait mollement dans les airs. »
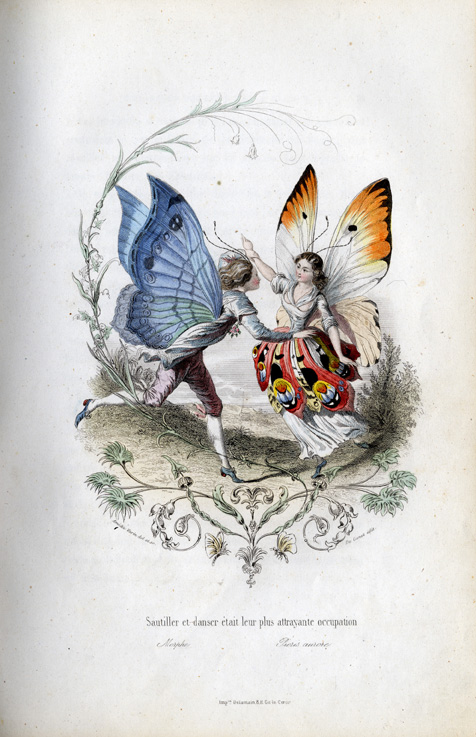
« Sautiller et danser était leur plus attrayante occupation. »
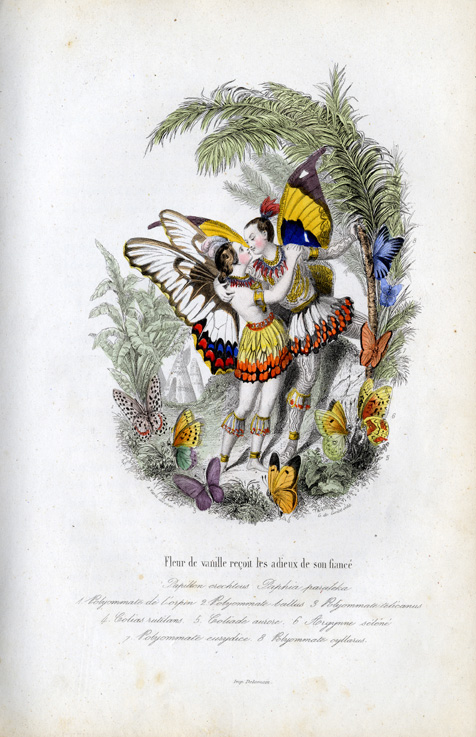
« Fleur de vanille reçoit les adieux de son fiancé. »

## La dynastie Varin
La famille Varin, écrit Henri Beraldi, « forme une véritable dynastie d'artistes ; elle croit descendre du fameux Jean Warin ou Varin de Liège, le graveur en médailles de Louis XIV. Depuis deux cents ans nous pouvons suivre sans interruption la filiation des Varin ».

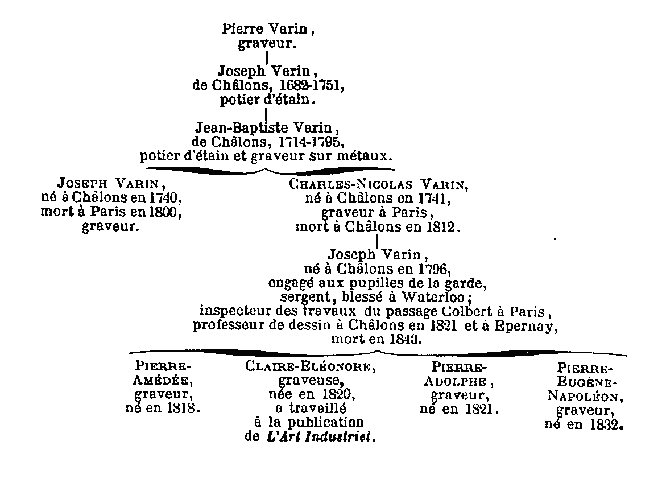
La filiation des Varin